# Crassispira monilis
Crassispira monilis är en snäckart som först beskrevs av Bartsch och Alfred Rehder 1939.  Crassispira monilis ingår i släktet Crassispira och familjen Turridae. Inga underarter finns listade i Catalogue of Life.